# N. Gopalaswami Ayyangar

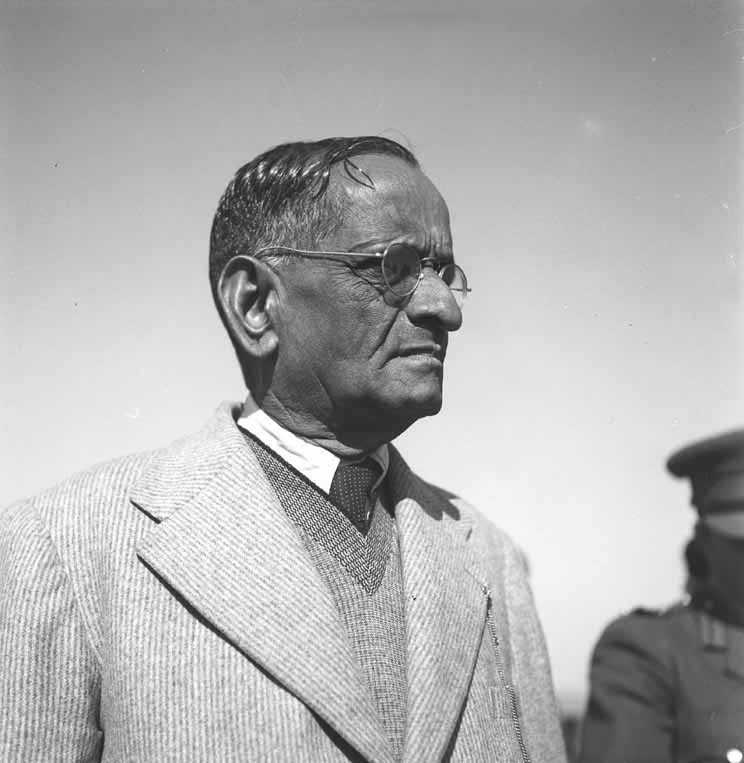
N. Gopalaswami Ayyangar

Narasimha Gopalaswami Ayyangar, CSI, CIE (* 31. März 1882; † 10. Februar 1953 in Madras) war ein indischer Politiker des Indischen Nationalkongresses (INC), der zwischen 1937 und 1943 Premierminister des Fürstenstaates Jammu und Kashmir sowie mehrmals Minister war. Er gehörte als Mitgliedern des Verfassungsausschusses der Verfassunggebenden Versammlung zu den „Vätern“ der Verfassung Indiens, die am 26. Januar 1950 in Kraft trat.

## Leben

### Verwaltungsbeamter und Premierminister von Jammu und Kaschmir
Ayyangar, Sohn von Shri Narasimha Ayyangar, absolvierte nach dem Besuch der Wesley School ein Studium der Rechtswissenschaften am Presidency and Law College in Madras. Nach einer kurzen Tätigkeit von 1904 bis 1905 als Assistenzprofessor am Pachaiyappa’s College trat er in die Verwaltung von Madras ein und war dort in verschiedenen Funktionen tätig. Zunächst war er bis 1919 stellvertretender Leiter der Steuerbehörde sowie 1920 Leiter der Steuerbehörde sowie Distriktmagistrat. Im Anschluss war er von 1921 bis 1928 Generalregistrator und Inspektor der Kommunalverwaltung für Ramanathapuram und Guntur sowie danach zwischen 1928 und 1931 Leiter der Steuerbehörde und Magistrat des Distrikts Anantapur. Neben seiner beruflichen Laufbahn wurde er 1927 Mitglied der Zentralen Legislativversammlung (Central Legislative Assembly) von Britisch-Indien. Daraufhin fungierte er als Inspektor der Gemeinderäte und Kommunalverwaltungen und von 1932 bis 1934 als Regierungssekretär des Amtes für öffentliche Arbeiten, ehe er zwischen 1934 und 1937 Mitglied des Steuerausschusses. Für seine dortigen Verdienste wurde er 1935 Companion des Order of the Indian Empire (CIE) sowie 1937 Companion des Order of the Star of India (CSI).
1937 wurde Ayyangar als Nachfolger von Elliot James Dowell Colvin Premierminister des Fürstenstaates Jammu und Kashmir und bekleidete dieses Amt sechs Jahre lang bis April 1943, woraufhin Raja Maharaj Singh seine Nachfolge antrat. 1941 wurde er zum Knight Bachelor geschlagen und führte fortan den Namenszusatz „Sir“. Im Anschluss war er zwischen 1943 und 1947 Mitglied des Staatenrates (Council of States), dem Oberhaus des damaligen Parlaments von Britisch-Indien.

### Minister und Mitglied der Rajya Sabha

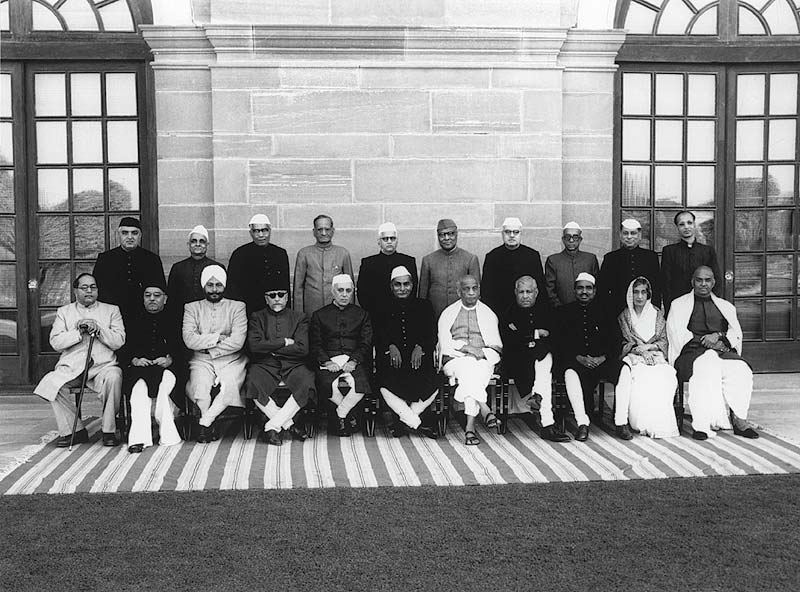
N. Gopalaswami Ayyangar (stehend, 4. v. l.) mit dem ersten Kabinett Nehru am 31. Januar 1950

Am 9. Dezember 1946 wurde Ayyangar Mitglied der Verfassunggebenden Versammlung von Indien (Constituent Assembly of India) und nahm dort aktiv an den Beratungen zur Verfassung Indiens. Zu den Mitglieder des Verfassungsausschusses gehörten unter dem Vorsitz von Bhimrao Ramji Ambedkar neben Ayyangar unter anderem Alladi Krishnaswami Ayyar, Kanaiyalal Maneklal Munshi und T. T. Krishnamachari an. Einer der wichtigsten Berater des Ausschusses war Benegal Narsing Rau.
Er wurde nach der Unabhängigkeit vom Vereinigten Königreich am 15. August 1947 zunächst Minister ohne Geschäftsbereich in das erste Kabinett Nehru berufen. In dieser Funktion befasste er sich auch aufgrund seiner früheren Erfahrungen als Premierminister von Jammu und Kaschmir mit den Beziehungen Indiens zu Pakistan, das am 14. August 1947 ebenfalls vom Vereinigten Königreich unabhängig wurde.
Danach übernahm Ayyangar als Nachfolger des zum Finanzminister ernannten John Matthai im September 1948 das Amt als Minister für Eisenbahnen und Transport und übte dieses Ministeramt bis 1952 aus. In dieser Funktion trat er 1949 für eine Neuorganisation des Regierungsapparates ein, die eine Neuzuordnung der Ministerien, die Verbesserung der Kompetenz des Regierungspersonals und die Einrichtung einer Abteilung für Organisation und Methoden der Regierung ein. Er war während dieser Zeit im Februar 1949 Leiter der indischen Delegation bei den Gesprächen mit Pakistan, während die pakistanische Delegation von Außenminister Muhammad Zafrullah Khan geleitet wurde.
Darüber hinaus war er aufgrund seiner juristischen Erfahrungen 1949 Berichterstatter bei der Einbringung des Gesetzentwurfs über die Behandlung von Entführungs- und Gewaltopfern Abducted Persons (Recovery and Restorations) Act.
Zugleich fungierte er als Nachfolger des am 15. Dezember 1950 im Amt verstorbenen Vallabhbhai Patel zwischen Dezember 1950 und Mai 1952 als Minister für die Bundesstaaten. Im darauf folgenden zweiten Kabinett Nehru übernahm er am 15. April 1952 das Amt des Verteidigungsministers, das er bis zu seinem Tode am 10. Februar 1953 innehatte.
Bereits zwei Wochen zuvor war er am 3. April 1952 Mitglied des Staatenrates des Parlaments, aus dem 23. August 1954 die heutige Rajya Sabha hervorging. Er fungierte von 1952 bis zu seinem Tode 1953 auch als Vorsitzender der INC-Fraktion und war damit Leader of the Council of States.
Aus seiner Ehe mit Shrimati Komalammal gingen ein Sohn und eine Tochter hervor.

## Veröffentlichung
- Report on Reorganisation of the Machinery of Government, 1949, Nachdruck 1957